# Ailleux
Ailleux és un municipi francès, situat al departament del Loira i a la regió d'Alvèrnia-Roine-Alps. L'any 2007 tenia 150 habitants.

## Demografia

### Població
El 2007 la població de fet d'Ailleux era de 150 persones. Hi havia 72 famílies de les quals 16 eren unipersonals (8 homes vivint sols i 8 dones vivint soles), 36 parelles sense fills i 20 parelles amb fills.
La població ha evolucionat segons el següent gràfic:
Habitants censats

### Habitatges
El 2007 hi havia 97 habitatges, 71 eren l'habitatge principal de la família, 15 eren segones residències i 11 estaven desocupats. 88 eren cases i 8 eren apartaments. Dels 71 habitatges principals, 62 estaven ocupats pels seus propietaris, 7 estaven llogats i ocupats pels llogaters i 2 estaven cedits a títol gratuït; 4 tenien dues cambres, 10 en tenien tres, 19 en tenien quatre i 38 en tenien cinc o més. 55 habitatges disposaven pel capbaix d'una plaça de pàrquing. A 31 habitatges hi havia un automòbil i a 32 n'hi havia dos o més.

### Piràmide de població
La piràmide de població per edats i sexe el 2009 era:
| Homes | Edats   | Dones |
| ----- | ------- | ----- |
| 0     | 95 o +  | 0     |
| 0     | 90 a 94 | 0     |
| 4     | 85 a 89 | 0     |
| 0     | 80 a 84 | 4     |
| 8     | 75 a 79 | 0     |
| 4     | 70 a 74 | 16    |
| 4     | 65 a 69 | 8     |
| 0     | 60 a 64 | 4     |
| 4     | 55 a 59 | 4     |
| 8     | 50 a 54 | 4     |
| 4     | 45 a 49 | 12    |
| 8     | 40 a 44 | 0     |
| 0     | 35 a 39 | 0     |
| 8     | 30 a 34 | 0     |
| 4     | 25 a 29 | 0     |
| 4     | 20 a 24 | 8     |
| 0     | 15 a 19 | 4     |
| 4     | 10 a 14 | 4     |
| 0     | 5 a 9   | 0     |
| 0     | 0 a 4   | 4     |

## Economia
El 2007 la població en edat de treballar era de 99 persones, 64 eren actives i 35 eren inactives. De les 64 persones actives 61 estaven ocupades (28 homes i 33 dones) i 3 estaven aturades (2 homes i 1 dona). De les 35 persones inactives 18 estaven jubilades, 9 estaven estudiant i 8 estaven classificades com a «altres inactius».

### Ingressos
El 2009 a Ailleux hi havia 70 unitats fiscals que integraven 156,5 persones, la mediana anual d'ingressos fiscals per persona era de 16.371 €.

### Activitats econòmiques
Dels 4 establiments que hi havia el 2007, 2 eren d'empreses de fabricació d'altres productes industrials, 1 d'una empresa de construcció i 1 d'una empresa de comerç i reparació d'automòbils.
L'únic servei als particulars que hi havia el 2009 era un taller de reparació d'automòbils i de material agrícola.
L'any 2000 a Ailleux hi havia 11 explotacions agrícoles que ocupaven un total de 413 hectàrees.

## Poblacions més properes
El següent diagrama mostra les poblacions més properes.